# Juan Carlos Baglietto
Juan Carlos Baglietto (né le 14 juin 1956 à Rosario, province de Santa Fe) est un musicien et chanteur argentin. Il est l'un des fondateurs de la trova rosarina et le premier membre de ce mouvement à atteindre une renommée nationale. Il se fait connaître sur la scène rock argentine avec son album Tiempos difíciles, sorti en 1982.

## Biographie
Baglietto est né dans une famille ouvrière du quartier Arroyito de Rosario, qui avait intégré la classe moyenne de Santa Fe dans la seconde moitié du XXe siècle. Son père est cheminot et sa mère femme au foyer, qui l'a envoyé étudier la guitare dès l'âge de cinq ans. C'est ainsi que J.C. Baglietto commence à jouer de la musique folk argentine, même si, à l'adolescence, il est déjà influencé par les premiers compositeurs du rock argentin. En 1972, il rejoint ses premiers groupes : Vía Véneto (avec lequel il joue des reprises) et Confidencias (de projection folk). En parallèle, il travaille pendant quelques années à l'animation de fêtes d'enfants sous le nom de Juan Tolón. 
Au milieu de l'année 1981, Baglietto se lance dans une carrière solo. Il se produit dans la capitale fédérale, mais n'atteint la transcendance que lorsqu'il est consacré comme révélation du festival de La Falda en 1982. Il avait alors constitué un groupe de soutien, avec Silvina Garré aux chœurs, Fito Páez aux claviers, Rubén Goldín à la guitare, Sergio Sainz à la basse et José Zappo Aguilera à la batterie. C'est avec ce groupe qu'il enregistre Tiempos difíciles, qui établit un record en devenant le premier premier album d'un artiste argentin à être doublement disque de platine,. Plusieurs de ses chansons, telles que Mirta, de regreso ou Era en abril, sont largement diffusées à la radio à Buenos Aires. En 2010, Tiempos difíciles se vend à plus de 130 000 exemplaires. Baglietto s'empresse de sortir son deuxième album, Actuar para vivir, à la fin de la même année, afin que le public ne l'ancre pas dans les thèmes de son premier album.
En 2006, après plusieurs années sans son groupe, il sort Sabe quién, un album conçu pour profiter des œuvres de grands compositeurs comme Adrián Abonizio, Jorge Fandermole, etc. Le 25 mai 2014, il participe aux célébrations de l'anniversaire de la révolution de mai, dans le cadre du concert Somos Cultura organisé par le ministère national de la culture. 

## Discographie

### Albums solo
- 1982 : Tiempos difíciles
- 1982 : Actuar para vivir
- 1983 : Baglietto ( Argent[5])
- 1985 : Modelo para armar
- 1986 : Acné
- 1988 : ¡Mami!
- 1990 : Ayúdame a mirar
- 1993 : Corazón de barco
- 1996 : Luz quitapenas
- 1998 : 15 años
- 2006 : Sabe quién...
- 2020 : Desde casa (EP)

### Avec Baglietto/Vitale
- 1991 : Postales de este lado del mundo
- 1999 : Postales del alma
- 2000 : No olvides... (album live)
- 2001 : Qué más hacer en esta tierra incendiada sino cantar
- 2003 : La despedida. Grandes éxitos (album live)
- 2012 : Clásicos y acústicos
- 2015 : Postales del nuevo mundo
- 2019 : Canciones inoxidables
- 2023 : Tangos

### Autres albums collaboratifs
- 1984 : ¿Por qué cantamos? (avec Celeste Carballo, Nito Mestre et Oveja Negra)
- 1984 : Baglietto y compañía (avec Gato Pérez, Silvina Garré, Fito Páez, Litto Nebbia et Rubén Juárez)
- 1989 : Baglietto/Garré en el Teatro Ópera (avec Silvina Garré)
- 2017 : Jairo-Baglietto en el Teatro Ópera (avec Jairo)
- 2018 : Historias con voz (avec Jairo)
- 2020 : Juntos en el Teatro Ópera (avec Silvina Garré)
- 2020 : La trova rosarina (avec Rubén Goldín, Silvina Garré, Jorge Fandermole, Adrián Abonizio et Fabián Gallardo)
- 2023 : Rock nacional (invité par Rodrigo Tapari, avec Lito Vitale)

### Compilations
- 1988 : Grandes éxitos
- 1995 : Páez/Baglietto - Baglietto/Páez (avec Fito Páez)
- 1995 : Baglietto, lo mejor de los mejores
- 1999 : Colección aniversario
- 2011 : Más de lo mismo (avec Lito Vitale)